# Godech Nunatak
Godech Nunatak är en nunatak i Antarktis. Den ligger i Sydshetlandsöarna. Argentina, Chile och Storbritannien gör anspråk på området. Toppen på Godech Nunatak är 410 meter över havet.
Terrängen runt Godech Nunatak är varierad. Havet är nära Godech Nunatak åt nordost.  Trakten är glest befolkad. Närmaste befolkade plats är St. Kliment Ohridski Base, 15,3 kilometer väster om Godech Nunatak. 